# Курочкин, Максим Борисович
Макси́м Бори́сович Ку́рочкин по прозвищу Макс Бешеный (4 июня 1969, Москва, СССР — 27 марта 2007, Киев, Украина) — российский и украинский предприниматель, политический деятель, криминальный авторитет.
В начале 1990-х — лидер группировки, которая приватизировала крупнейший рынок Москвы «Лужники»; с конца 1990-х до 2006 года имел крупный бизнес в  Украине (владел пятью облэнерго, несколькими гостиницами, одним крупным рынком); в 2004 году был вовлечён в украинскую политику (как спонсор) на самом высоком уровне — создатель «Русского клуба» в Киеве в 2004-м. Упоминался в связи с делом об отравлении Ющенко в 2004 году. На парламентских выборах 2006 на Украине спонсировал партию «Русско-украинский союз» (в составе Блока Витренко). На Украине считался организатором штурма рынка «Озёрка» в Днепропетровске 30 октября 2006 года (в украинских СМИ широко упоминалась его кличка «Макс Бешеный»). В конце 2006 утратил значение в политике в связи с арестом. Застрелен на территории Святошинского районного суда Киева.

## Биографические данные
Максим Борисович Курочкин родился в Москве, старшим сыном (есть брат Денис) в семье дипломатов. Прошёл срочную службу в Советской Армии. В 1989 году поступил на юридический факультет Московского университета, который закончил в 1994 году, однокурсницей была Татьяна Монтян. Бывший спортсмен-дзюдоист.
Был женат (развёлся в 2004 после 15 лет жизни в браке). Сын Максим, дочь Алиса.
Его отец — Борис Иванович Курочкин, дипломат. Помимо дипломатической службы, писал стихи и даже песни.
Максим Курочкин был лично знаком с рядом политиков и политологов:
- В России — с бизнесменом и политиком Александром Бабаковым[6] (партия «Родина»), с которым у Курочкина длительное время был общий бизнес (начиная с 1990-х — рынок «Лужники»; и до 2004 года)[6].
- На Украине — его «знакомства в верхах» в основном относятся к 2004 году и связаны с деятельностью «Русского клуба», в работе которого активно участвовали Виктор Медведчук (глава Администрации президента Кучмы в 2004), вице-премьер Клюев, премьер-министр Янукович. В «Русском клубе» доминировали известные российские политологи Глеб Павловский и Марат Гельман. Пик «политической активности» Курочкина пришёлся на период проведения президентских выборов-2004 на Украине.

На парламентских выборах 2006-го года на Украине — Курочкин финансировал партию «Русско-украинский союз» в составе «блока Витренко» («блок Витренко» набрал 2,93 %, то есть для преодоления трёхпроцентного барьера ему не хватило сотых долей процента).

### Бизнес в России (1990-е)
Первый миллион Курочкин заработал в 25 лет, занявшись бизнесом на московском рынке «Лужники». В середине 1990-х сошёлся с Александром Бабаковым, приватизировал крупнейший в Москве рынок «Лужники» (отсюда название бизнес-группы — «лужниковцы»). Пресса указывала на его связи с уголовным миром, с «лужниковской» преступной группировкой. Курочкину приписывают участие в грабежах, вымогательстве и прочих уголовных делах. В отношении Курочкина было открыто несколько уголовных дел, но все они быстро сходили на нет.
Пресса сообщала, что причина «неуязвимости» Курочкина скрывалась в его сотрудничестве с министром внутренних дел Рушайло. Якобы Рушайло стремился при помощи группировки Курочкина вытеснить с рынков Москвы чеченскую и прочие организованные преступные группы.

### Бизнес на Украине (с конца 1990-х)
Бизнес Курочкина на Украине начался с 1999 года, когда в стране шли крупные приватизационные процессы. В это время он перевёз в Киев семью, а сам курсировал между Москвой и Киевом на персональном самолёте. Работал вместе с партнёром Александром Бабаковым (депутат госдумы, с марта-2006 — глава партии «Родина»).
Компания Курочкина и Бабакова «VS Energy International» из-за места регистрации получила название «словацкая группа». Неофициально же многие именовали её «лужниковской», продолжая связывать со «стартовым бизнесом». В скором времени в сфере влияния группы оказались :
- Ряд областных монопольных организаций, распределяющих электроэнергию: «Херсон-облэнерго», «Житомир-облэнерго», «Кировоград-облэнерго», «Одесса-облэнерго» и «Севастополь-облэнерго».[6] Со слов самого Курочкина, в 2004 году он владел «пятью облэнерго, тремя гостиницами, семью горгазами и имел месячный доход в полмиллиона долларов».[10]
- Гостиницы «Премьер-палас» и «Днепр» в Киеве; «Ореанда» в Ялте; «Днестр» во Львове[6]; «Стар» в Мукачево; «Лондонская» в Одессе[3]. Этой же группировке принадлежал ряд структур в Харькове под общей маркой «Арго»[3]. В Харькове — кондитерское и пельменное производство, макароны, супермаркеты под брэндом «Арго», ликёро-водочное производство, фабрика по разливу минеральной воды «Арго»[3].
- Днепропетровский рынок «Озёрка», из-за которого «группа Курочкина» долго конфликтовала с группой «Славутич-Капитал» Геннадия Корбана, близкой к «Привату» (позже Юрий Луценко характеризовал ситуацию как «Курочкин нападает — группа „Приват“ защищается»).

После смерти половина наследства досталась его жене, половина — сестре Екатерине Фесенко.

## В украинской политике

### Президентские выборы 2004 года
Накануне президентских выборов 2004 года на Украине Курочкин оказался в гуще украинской политики, создав «Русский клуб» в Киеве. Его возглавил главный на то время российский политтехнолог на Украине Глеб Павловский.
Организация была открыта 31 августа 2004 при участии премьер-министра Украины Виктора Януковича, глав администраций президента Украины и России Медведчука и Дмитрия Медведева, руководителей регионов двух стран, членов правительств, депутатов, общественных деятелей. На открытии клуба премьер-министр Янукович сказал: «Сегодня мы пришли к практическому решению — решению создания Русского клуба, который возьмёт на себя целый ряд функций в отношениях между нашими государствами, прежде всего, гуманитарные, а также экономические».
«Русский клуб» сразу же стал штабом российских политтехнологов на Украине, местом проведения многолюдных пресс-конференций (которые активно освещали провластные СМИ Украины). Комментаторы отметили, что клуб активно работал на победу Януковича на президентских выборах-2004.

### Парламентские выборы 2006 года
В период избирательной кампании 2006 года в прессе появились сообщения, что Курочкин финансировал избирательную кампанию Наталии Витренко — её блок не попал в Верховную Раду, не добрав одной десятой процента до «проходного барьера». «Блок Витренко» в избирательной кампании 2006 года отличался большим количеством агитационных палаток, рекламы — на уровне крупнейших партий Украины. Сама Витренко говорила, что Курочкин имел контакты не непосредственно с её партией (Прогрессивная социалистическая партия), а со второй партией её блока «Русско-Украинский союз».

## Уголовные дела против Курочкина в 2005—2007 годах
После победы Ющенко, в 2005 году МВД Украины возбудило против Курочкина уголовное дело, а Украинский Интерпол объявил его в розыск. Курочкину ставили в вину незаконное получение 340 гектаров Ялтинского заповедника, рынка «Озёрка» в Днепропетровске, гостиницы «Днепр» в Киеве.
Курочкин скрылся в России и появился снова на Украине только 20 ноября 2006 года. Прямо из аэропорта Курочкин был доставлен в СИЗО по обвинению в вымогательстве $10 тыс. Он подозревался в причастности в совершении двух преступлений, предусмотренных ч. 2 ст. 189 (вымогательство) Уголовного кодекса Украины.
В последующие четыре месяца за решёткой Курочкин изображал из себя неадекватного человека. Через СМИ обращался к Богу: «Приходи, пожалуйста, ко мне на суд!», объявил себя Мессией. В письме к Ринату Ахметову (письмо передано из зала суда 18.3.2007 через корреспондента Соню Кошкину) Курочкин требует «разобраться» с теми, кто убил его людей: «Ринат! Позавчера убили моих людей. Я приехал в гости к тебе, к сожалению, мы с тобой так и не встретились. Разберись с этим, пожалуйста! Я дам тебе то, что ты по-настоящему хочешь. Ринат, я же знаю, что ты по-настоящему хочешь — долгую-долгую жизнь в здоровом теле. В твоём. Поступи с ними, как настоящий мусульманин — как написано в Коране». Также на суде Курочкин обещал «съесть мерзкого Луценко».
Приезд Курочкина на Украину 20 ноября 2006 комментаторы объясняли целью защитить его бизнес. Курочкин надеялся на поддержку команды Януковича, на победу которого Курочкин работал на выборах-2004 в рамках «Русского клуба». Однако Курочкин был арестован «оранжевым» министром внутренних дел Луценко (Луценко дорабатывал последние десять дней в должности министра; уже три месяца работало «Второе правительство Януковича», в которое поначалу входили «9 министров от президента Ющенко»). Но и после того, как Луценко подал в отставку с поста министра внутренних дел Украины (уволен 1.12.2006), а на эту должность был назначен представитель от Януковича, Курочкина так и не выпустили из СИЗО.
1 декабря 2006 года «Русский клуб» (который на Украине по-прежнему возглавлял Курочкин) обратился к властям Украины с просьбой об освобождении Курочкина Однако Курочкина оставили в СИЗО, вероятно, потому, что накануне (30.10.2006) его люди отличились в скандальном захвате рынка «Озёрка». Также считается, что влиятельные политики, друзья Курочкина в России и на Украине по каким-то причинам отказались от него в 2006 году.

### Попытка захвата рынка «Озёрка» в Днепропетровске
30 октября 2006 года по всем телеканалам Украины прошли кадры того, как 150 человек со взрывпакетами и травматическими пистолетами рано утром пытались прорваться на рынок «Озёрка» с целью захвата здания дирекции. Однако прибывший отряд милиции «Беркут» разоружил атаковавших и положил их длинными рядами на асфальт. Задержано 90 человек, ранено двое сотрудников «Беркута». Значительная часть этой ночной и утренней атаки была заснята и показана по телевидению Украины. Нападавшие были, в основном, нанятыми профессиональными охранниками, одетыми в камуфляж. Руководство рынка обвинило в попытке захвата Максима Курочкина.

## Убийство «людей Курочкина»
Вскоре после ареста Курочкина были убиты наиболее важные представители его группы:
16 декабря 2006 года, в 1:00 ночи — первый заместитель директора центрального рынка «Озёрка» Владимир Александрович Воробьёв (гражданин России, 1967 г. р.) был убит при выходе (на ступеньках) из развлекательного комплекса «кинотеатр „Салют“» в Днепропетровске (сопровождающая его знакомая женщина 24 лет получила огнестрельное ранение правой ноги и была госпитализирована). Убийца сделал более 20 выстрелов с близкого расстояния из пистолета и скрылся.
16 марта 2007 года на оживлённой Обуховской трассе (под Киевом возле села Плюты) неизвестными был расстрелян из автомата «джип», в котором были убиты три человека из окружения Курочкина (начальник охраны Курочкина Александр Харчишен и его знакомые — Демьян Топилин и Анатолий Куриленко).

## Убийство
Курочкин был убит 27 марта 2007 около 17:00 во внутреннем дворике Святошинского районного суда Киева выстрелом в сердце после окончания судебного заседания по его делу. В судебном заседании непосредственно перед смертью просил его отпустить и говорил, что не хочет умирать. По инструкции, автозак должен был стоять вплотную к двери, но в дворике суда шёл ремонт и у двери лежала куча строительного мусора, поэтому автозак стоял за три метра от двери. Курочкин должен был пройти буквально две секунды — от дверей здания суда до автозака; но снайпер выстрелил в то же мгновение, как только Курочкин ступил во дворик из пролёта двери. Выстрел был исполнен быстро и точно, снайпер стрелял с чердака девятиэтажного дома, находившегося в 80 метрах от здания суда. Стреляли в Курочкина из «финской снайперской винтовки „SAKO TRG-42“», отличающейся большой убойной силой (пуля весит 20 грамм); винтовку снайпер оставил на чердаке дома. Очевидцы видели двух мужчин в масках, которые вышли из подъезда и уехали на автомобиле «Мазда». Автомобиль нашли брошенным в Киеве.
По данным газеты «Сегодня», последними словами Курочкина были «Вот блядь». Этим же выстрелом ранен и сержант милиции Андрей Литвинчук, сопровождавший Курочкина. Конвоир остался жив.
Глава конфликтовавшей с Курочкиным (за «Озёрку») компании «Славутич-Капитал» Корбан заявил: «Мы шокированы произошедшим. Но мы не можем быть заподозрены в заинтересованности в этой гибели, потому что наш конфликт с Курочкиным давно исчерпан».

## Высказывания о Курочкине
Наталья Витренко говорила о нём после его гибели: «— Я сама Курочкина не знала — с ним общалась не моя партия ПСПУ, а вторая партия моего блока („Русско-Украинский союз“). Я кличку „Макс Бешеный“ услышала от Луценко. Это он в него вцепился почему-то. Но история просто детективная! Кому он так мешал? Если это бизнес, то миллиардные сделки, а не те смешные $10 тыc., которые ему инкриминировали».
После гибели Курочкина о нём в своём блоге написал московский политолог Марат Гельман, работавший на команду Януковича и Медведчука на президентских выборах 2004 года на Украине: «— Он, конечно, не подарок был, но так мощно одарённых от природы людей я мало видел. Нас с ним познакомил Саша Бабаков. Они были партнёрами. Две противоположности: один — осторожный, неприметный, умный, другой — яркий, талантливый, бесшабашный».

## Судебный процесс в отношении Курочкина после его смерти
24 сентября 2007 года Святошинский районный суд города Киева признал Максима Курочкина невиновным в совершении преступления «вымогательство» по ч. 2 ст. 189 Уголовного кодекса Украины.
Однако 8 октября прокуратура Киева внесла апелляцию на приговор Святошинского районного суда..

## Расследование убийства Курочкина в 2007—2010
В мае 2007 СБУ и МВД Украины арестовали 6 граждан (в частности, Фурмана, Пугачёва, Еременко), которых подозревали в причастности к убийству Курочкина и людей из его команды (зам. директора «Озёрки» Воробьёва и трёх человек на Обуховской трассе).
К 8 апреля 2008 года расследование по делу об убийстве зам. директора «Озёрки» и убийстве на Обуховской трассе были завершены. Через два года — 23 марта 2010 года — Апелляционный суд Днепропетровской области вынес решение по делу об убийстве заместителя директора центрального рынка «Озёрка». Троих соучастников убийства суд приговорил к лишению свободы на различные сроки: 15 лет получил лидер ОПГ и участник расстрела; двоих лиц, которые участвовали в подготовке, следили за Владимиром Воробьевым, суд приговорил к 11 и 10 годам лишения свободы.
26 марта 2010 года Следственное управление Главного управления МВД Украины в городе Киеве заявило о том, что установлена личность киллера, убившего М. Курочкина. Киллер объявлен в розыск. Этот мужчина ранее проживал в Днепропетровске, но получил российское гражданство. В своё время он работал в специальном подразделении силовых структур. Однако милиция заявила, что шансы найти его крайне малы, так как «такие люди долго не живут».
2 декабря 2010 года МВД Украины заявило, что заказчик убийства Курочкина является гражданином России и находится за пределами Украины. К розыску привлечены российские правоохранители.

## Реакция пять лет спустя
Омбудсмен Украины Нина Карпачёва припомнила, что убийство Курочкина в суде «шокировало, прозвучав выстрелом по имиджу Украины».
Бывший заместитель министра внутренних дел генерал Москаль, заявил, что у Макса Бешеного «руки по локоть в крови», и что он «не дружил с головой, отсюда и прозвище». Также Москаль утверждает, что в МВД Украины был один генерал, который взял деньги за то, чтобы «отмазать» Курочкина; и что в приватизации и бизнесе «Курочкину сильно помогала власть Украины».
Политик Наталья Витренко пояснила, что Курочкин финансировал не непосредственно её партию ПСПУ, а партию «Русско-Украинский союз», в блоке с которой «партия Витренко ПСПУ» шла на парламентские и местные выборы 2006 года.
Газета «Сегодня» (принадлежащая богатейшему человеку Украины Р. Ахметову, для которого Курочкин передал письмо в зале суда) впервые опубликовала имя предполагаемого убийцы, которое в мае 2007 года назвал милиции «важный свидетель» — якобы это Тимофей Ратушный (уголовный авторитет Жора Армани), 1976 года рождения, уроженец Днепропетровска, бывший спецназовец и спортсмен, получивший российское гражданство в 2000-х годах.
Ратушному было заочно предъявлено обвинение (и он был объявлен в розыск на Украине) в мае 2007 года; в апреле 2008 года объявлен в международный розыск, но вскоре дело по нему приостановили; и восстановили лишь в начале 2011 года — материалы по Ратушному были направлены в «национальное центральное бюро Интерпола на Украине». С октября 2011 года дело ведёт Главное следственное управление МВД Украины. В МВД Украины заявляют, что дело Курочкина забуксовало : «Если Армани не убрали, то спрятали где-то под чужим паспортом и изменили внешность».
Личность второго человека из группы киллеров (на чердаке дома было два человека) остаётся неизвестной.

## Мультимедийные материалы
- Схема «выстрела в Курочкина» — показано расположение домов и направление выстрела. Показано на телеканале «Интер» (Украина) в марте 2007.
- Короткая история Курочкина, показана передачей «Знак восклицания» (укр. «Знак оклику») на телеканале «TBi» (Украина). 2010 май.
- Фрагмент видео о «попытке захвата Озёрки» 30.10.2006 рейдерами М. Курочкина. По телевидению Украины показывали более подробную версию.
- Воробьев (зам. директора рынка «Озёрка») на пресс-конференции в помещении Союза журналистов в Днепропетровске : «Заедет скоро Курочкин (на Украину), и будет скоро здесь». 3.11.2006.
- Максима Курочкина задержали в Киевском аэропорту Борисполь, по прибытии на Украину. 20.11.2006.
- Последние секунды Курочкина перед выходом во дворик, где он был убит. 28.3.2007
- Вынесен приговор убийцам Воробьёва (зам. директора рынка Озерка). 23.3.2010
- Когда судья попросил назвать своё имя, Курочкин представился «мессией». Он также «благословлял» всех присутствующих и объяснялся в любви «своей гражданской жене» по имени Юлия : «И ты меня так любишь? А я тебя всё-равно больше всех люблю»
- После убийства Курочкина «скорая» забирает раненого милиционера
- Борис Иванович Курочкин, песня «Мама». 4.5.2010.